# AFC Fylde
AFC Fylde is een Engelse semi-professionele voetbalclub uit Wesham in het district Fylde. De club werd opgericht in 1988 als Kirkham & Wesham Football Club en hield deze naam tot aan het einde van het seizoen 2007/08. Ze spelen momenteel in de National League, het vijfde niveau van het Engelse voetbal. Wedstrijden worden afgewerkt op Mill Farm, dat een capaciteit heeft van 6.000 toeschouwers. AFC Fylde is de eerste club die zowel de FA Vase als de FA Trophy wist te winnen.

## Historie
De club werd opgericht in 1988, toen Kirkham Town en Wesham besloten om te fuseren. De nieuwe club nam de plaats van Kirkham Town over in Divisie 1 van de West Lancashire Football League. In het seizoen 1989/90 eindigden ze onderaan en volgde degradatie naar Divisie 2. Na drie seizoenen in Divisie 2 promoveerden ze in het seizoen 1992/93 weer terug, om vervolgens in 1995 weer te degraderen. Het volgende seizoen eindigden ze als tweede in Divisie 2. De club verloor over het hele seizoen slechts twee competitiewedstrijden en promoveerde terug naar Divisie 1.
De West Lancashire Football League werd in 1998 gereorganiseerd en Division One werd omgedoopt tot de Premier Division. Na in de seizoenen 1997/98 en 1998/99 als vierde te zijn geëindigd, ging het de competitie domineren. Tussen 1999/00 en 2006/07 werd de club maarliefst zeven keer kampioen. In de periode van januari 2003 tot oktober 2004 verloor de club geen enkele wedstrijd.
Na hun kampioenschap in de West Lancashire League in 2006/07, werd de club voor het seizoen 2007/08 toegelaten tot Divisie 2 van de North West Counties Football League, het tiende niveau van het Engelse voetbal. In 2007 werd de lokale zakenman David Haythornthwaite eigenaar van de nietige amateurclub en hij zou in jaren die volgden veel geld in de club steken. Op de jaarlijkse algemene vergadering (AVA), in juli 2007, werd een 15-jarig plan gepresenteerd met als doel de Conference National te bereiken tegen 2017 en de Football League te bereiken tegen 2022. Dat seizoen wist de club gelijk naar een niveau hoger te promoveren, naar de Premier Division. Ook nam Kirkham & Wesham dat seizoen voor het eerst deel aan de FA Vase, welke ze gelijk wisten te winnen. Voor het begin van het seizoen 2008/09 veranderde de club hun naam naar AFC Fylde. Door met de naam van de club te verwijzen naar het district Fylde in plaats van enkel de kleine dorpjes Kirkham en Wesham, werd getracht meer supporters aan te trekken. Ze wonnen de Premier Division in hun eerste seizoen. Fylde eindigde op doelsaldo boven New Mills en verdienden promotie naar Division One North van de Northern Premier League (niveau 8). 

### Northern Premier League
De langzittende coach Mick Fuller werd in september 2010 opgevolgd door Kelham O'Hanlon. De club eindigde haar debuutseizoen in de competitie in de middenmoot. Het volgende seizoen (2010/11) eindigde de club als vijfde en plaatste zich voor de play-offs om promotie. Na Skelmersdale United met 1-0 te hebben verslagen in de halve finale, bleek Chorley in de finale met 2-1 te sterk. 
In het seizoen 2011/12 was Fylde de favoriet voor promotie naar de Premier Division. Desondanks begon de club het seizoen teleurstellend en in november 2011 werd coach O'Hanlon na een slechte reeks resultaten vervangen door Dave Challinor. Challinor verliet Conference North-club Colwyn Bay om bij het twee divisies lager spelende Fylde aan het roer te gaan staan. De ambitie van de club en diens toekomstplannen waren voor de Engelsman reden om naar Fylde te verkassen. De club stond bij zijn aanstelling zestien punten achter op de koploper, maar werd uiteindelijk wel kampioen na een 1-0 overwinning op Salford City. Challinor werd dat seizoen verkozen tot trainer van het jaar. 
In de Northern Premier League Premier Division van 2012/13 eindigde Fylde op de vijfde plaats en kwalificeerde zich zodoende voor de play-offs. In de halve finale werd over twee wedstrijden verloren van Hednesford Town. Het volgende seizoen was zeer succesvol voor Fylde. De club won de Lancashire FA Challenge Trophy (4-1 overwinning op Chorley) en de Northern Premier League Challenge Cup (1-0 overwinning op Skelmersdale United). Daarnaast wist de club via play-offs promotie af te dwingen naar de Conference North. Nadat ze Worksop Town thuis met 3-1 hadden verslagen in de halve finale van de play-offs, versloegen ze Ashton United met 4–3 na penalty's na een 1-1 gelijkspel.

### National League
AFC Fylde eindigde hun eerste seizoen in de Conference North op de tweede plaats met 85 punten en verloor een tweeluik met 3-1 van Guiseley in de daaropvolgende halve finale van de play-offs. Drie Fylde-spelers, Ben Hinchcliffe, Josh Langley en Brad Barnes, werden aan het einde van het seizoen geselecteerd in het Conference North Team van het seizoen. Fylde eindigde het seizoen 2015/16 op de derde plaats in de hernoemde National League North. Na Harrogate Town in de halve finale te hebben verslagen, verloren ze in de finale na extra tijd met 2-1 van North Ferriby United. In het seizoen 2016/17 wonnen ze de National League North en zodoende promoveerde AFC Fylde voor het eerst in de clubgeschiedenis naar de National League, het vijfde niveau van het Engelse voetbal. In hun eerste seizoen in de National League bereikte de club voor het eerst de tweede ronde van de FA Cup na Kidderminster Harriers met 4-2 te hebben verslagen in de eerste ronde. In de tweede ronde speelde Fylde in eigen huis met 1-1 gelijk tegen Wigan Athletic, waardoor er een return aan te pas moest komen. Deze verloor Fylde met 3-2, waarmee het bekertoernooi tot een einde kwam. Fylde eindigde als zevende in de competitie, kwalificeerden zich voor de uitgebreide play-offs, maar werden hierin in de kwartfinales uitgeschakeld door Boreham Wood.
In 2018/19 werd Fylde vijfde in de National League. Ze versloegen Harrogate Town in de play-off kwartfinale en Solihull Moors in halve finale om zich zodoende te kwalificeren voor de finale tegen Salford City, welke plaatsvond op Wembley. Hoewel de finale met 3-0 werd verloren, keerde de club een week later terug naar Wembley voor de FA Trophy-finale tegen Leyton Orient. Dit duel werd met 1-0 gewonnen, waardoor AFC Fylde de boeken in ging als de eerste club die zowel de FA Vase als de FA Trophy wist te winnen.
In oktober 2019 werd er afscheid genomen van trainer Dave Challinor. Fylde was op dat moment na zestien wedstrijden terug te vinden in de degradatiezone. Challinor was acht jaar lang eindverantwoordelijke bij de club. Hierin wist hij driemaal promotie af te dwingen en won hij eenmaal de FA Trophy. Zijn opvolger Jim Bentley wist het tij niet te keren en Fylde daalde dat seizoen af naar het zesde niveau. Ze eindigden als derde in de National League North in 2021/22, waarna ze met 2-0 verloren van Boston United in de halve finale van de play-offs. In het seizoen 2022/23 werd de club kampioen en verdiende daarmee promotie naar de National League. In het seizoen 2024/25, hun tweede seizoen terug op het vijfde niveau, degradeerde de club.

## Erelijst
| Nationaal                                                      |    |                                                               |
| West Lancashire League Premier Division                        | 7x | 1999/00, 2000/01, 2001/02, 2003/04, 2004/05, 2005/06, 2006/07 |
| FA Vase                                                        | 1x | 2007/08                                                       |
| North West Counties League Premier Division                    | 1x | 2008/09                                                       |
| Northern Premier League Division One                           | 1x | 2011/12                                                       |
| NPL Challenge Cup                                              | 1x | 2013/14                                                       |
| NPL Presidents Cup                                             | 1x | 2013/14                                                       |
| promotie naar National League North via nacompetitie/play-offs | 1x | 2013/14                                                       |
| National League North                                          | 2x | 2016/17, 2022/23                                              |
| FA Trophy                                                      | 1× | 2019                                                          |

n.b.: Regionale bekertoernooien ontbreken op dit overzicht.
Alfreton Town ·
Bedford Town ·
Buxton ·
Chester ·
Chorley ·
Curzon Ashton ·
Darlington ·
Fylde ·
Hereford ·
Kidderminster Harriers ·
King's Lynn Town ·
Leamington ·
Macclesfield · 
Marine ·
Merthyr Town · 
Oxford City ·
Peterborough Sports ·
Radcliffe ·
Scarborough Athletic ·
South Shields ·
Southport ·
Spennymoor Town ·
Telford United ·
Worksop Town